# Russell (Kentucky)
Russell es una ciudad ubicada en el condado de Greenup en el estado estadounidense de Kentucky. En el Censo de 2010 tenía una población de 3380 habitantes y una densidad poblacional de 431,27 personas por km².

## Geografía
Russell se encuentra ubicada en las coordenadas 38°30′41″N 82°42′6″O / 38.51139, -82.70167. Según la Oficina del Censo de los Estados Unidos, Russell tiene una superficie total de 7.84 km², de la cual 7.8 km² corresponden a tierra firme y (0.5%) 0.04 km² es agua.

## Demografía
Según el censo de 2010, había 3380 personas residiendo en Russell. La densidad de población era de 431,27 hab./km². De los 3380 habitantes, Russell estaba compuesto por el 95.44% blancos, el 1.15% eran afroamericanos, el 0.33% eran amerindios, el 2.01% eran asiáticos, el 0% eran isleños del Pacífico, el 0.33% eran de otras razas y el 0.74% pertenecían a dos o más razas. Del total de la población el 1.27% eran hispanos o latinos de cualquier raza.